# Rifugio Cauriol
Il rifugio Cauriol, o rifugio Baita Monte Cauriol, si trova a 1.594 metri sul livello del mare, all'interno del comune di Ziano di Fiemme. Si trova ai piedi del Passo Sadole e del Monte Cauriol.
Sono luoghi in cui si sono svolte cruente battaglie durante la prima guerra mondiale tra l'esercito italiano e quello austro-ungarico. La collezione dei cimeli ivi contenuti fa parte della Rete Trentino Grande Guerra.

## Accessi
- Ziano di Fiemme
- Passo Sadole

## Ascensioni
È possibile raggiungere il Monte Cauriol dal rifugio, sia percorrendo la "via italiana" che la "via austriaca".
È inoltre punto di partenza per salire sul Cardinal.